# Rapporto Stato-Chiesa
Con il termine rapporto Stato-Chiesa si indica il complesso delle relazioni tra uno Stato e le organizzazioni religiose, dal punto di vista storico, politico, diplomatico, giuridico, economico.

## Trattati e Convenzioni in Europa
- La Convenzione europea dei diritti dell'uomo[1] (1950), all'art. 9, dice:

Ogni persona ha diritto alla libertà di pensiero, di coscienza e di religione; tale diritto include la libertà di cambiare religione o credo, così come la libertà di manifestare la propria religione o il proprio credo individualmente o collettivamente, in pubblico o in privato, mediante il culto, l'insegnamento, le pratiche e l'osservanza dei riti.
La propria religione o il proprio credo non può essere oggetto di restrizioni diverse da quelle che sono stabilite dalla legge e costituiscono misure necessarie, in una società democratica, per la pubblica sicurezza, la protezione dell'ordine, della salute o della morale pubblica, o per la protezione dei diritti e della libertà altrui.
- Nell'ambito della Conferenza sulla sicurezza e la cooperazione in Europa[2] (1986-1989), nella Riunione di Vienna dei rappresentanti degli Stati partecipanti, documento conclusivo, art. 16:

Al fine di assicurare la libertà dell'individuo di professare e praticare una religione o una convinzione, gli Stati partecipanti, fra l'altro, 1) adotteranno misure efficaci per impedire ed eliminare ogni discriminazione per motivi di religione o convinzione nei confronti di individui o comunità per quanto riguarda il riconoscimento, l'esercizio e il godimento dei diritti dell'uomo e delle libertà fondamentali in tutti i settori della vita civile, politica, economica, sociale e culturale e assicureranno l'effettiva uguaglianza fra credenti e non credenti; 2) favoriranno un clima di reciproca tolleranza e rispetto fra credenti di comunità diverse nonché fra credenti e non credenti.
- Trattato di Amsterdam (1997), dichiarazione n.11, garantisce che:

l'Unione Europea rispetta e non pregiudica lo status previsto nelle legislazioni nazionali per le chiese e le associazioni o comunità religiose degli Stati membri. L'Unione Europea rispetta ugualmente lo status delle organizzazioni filosofiche e non confessionali»: in sostanza equipara le associazioni dei non credenti alle chiese. Questa formulazione è stata ripresa nell'articolo I-52 della Costituzione Europea.
- Carta dei diritti fondamentali dell'Unione europea (2000), art. 11, c.1:

ogni individuo ha diritto alla libertà di pensiero, di coscienza e di religione. Tale diritto include la libertà di cambiare religione o credo, così come la libertà di manifestare la propria religione o il proprio credo individualmente o collettivamente, in pubblico o in privato, mediante il culto, l'insegnamento, le pratiche e l'osservanza dei riti.
- Il documento finale[3] della Conferenza Consultiva Internazionale sull'educazione scolastica in relazione con la libertà di religione e credenza, tolleranza e non-discriminazione, organizzata a Madrid dall'ONU nel novembre 2001, precisa che il documento è stato redatto «con l'intesa che la libertà di religione o credenza include convinzioni teiste, non teiste e atee, così come il diritto di non professare alcun credo o religione».

### Austria
Sono riconosciuti dalla legge ventidue culti che accedono a vantaggi di tipo fiscale e riscuotono delle imposte direttamente dai loro fedeli. I rapporti con la Chiesa cattolica sono disciplinati da un Concordato.

### Belgio
Sono riconosciuti dalla legge sei culti che fruiscono dell'esenzione dall'imposta sugli immobili, ed i cui ministri sono stipendiati dallo Stato.
Le associazioni umanistiche sono equiparate alle religioni (art. 181 della Costituzione), per cui i loro esponenti sono stipendiati, danno assistenza negli ospedali e insegnano etica nelle scuole.
L'ora di religione e l'ora di etica sono alternative ed entrambe non obbligatorie.
Il matrimonio religioso è privo di qualunque efficacia legale e obbligatoriamente successivo a quello civile. Dal 2003 è autorizzato il matrimonio tra persone dello stesso sesso.
Dal 2006 è permesso alle coppie omosessuali di adottare bambini.

### Danimarca
La Chiesa Nazionale danese è quella luterana, il Sovrano deve costituzionalmente farne parte. Il clero luterano è stipendiato per il 40% dallo Stato, che ne sostiene anche i costi di formazione. Vi è un'imposta ecclesiastica a carico dei soli fedeli luterani a beneficio della stessa Chiesa, che gode anche dell'esenzione dall'imposta sugli immobili.
L'ora di religione nelle scuole è impartita dai ministri della Chiesa Nazionale: si può esserne dispensati qualora i genitori garantiscano un loro personale impegno pedagogico alternativo. L'insegnamento è neutro dal punto di vista confessionale.
L'emittente pubblica radiofonica trasmette giornalmente la funzione che si svolge nella principale cattedrale del paese.

### Finlandia
A differenza della Norvegia, della Gran Bretagna e della Svezia, la carica di presidente della Finlandia non prevede la necessità di appartenenza a una religione.
Alla Chiesa finlandese (luterana) si affianca, quasi con gli stessi diritti, la chiesa ortodossa.
Nelle scuole è previsto un insegnamento di etica alternativo a quello della religione.
Il cambio di religione passa attraverso una procedura burocratica gestita dall'ufficiale di stato civile.
I parroci vengono pagati dalle comunità religiose, gli stipendi e le pensioni dei vescovi dallo Stato.

### Francia
L'articolo 1 della Costituzione francese prevede espressamente la laicità dello Stato. Inoltre, l'articolo 28 della legge 9 dicembre 1905 vieta espressamente l'esposizione di simboli o emblemi religiosi su monumenti o in spazi pubblici, a eccezione dei luoghi di culto, dei campi di sepoltura, dei musei e delle mostre. Nel nuovo secolo, l'articolo 1 della legge n.228 del 15 marzo 2004, comunemente chiamata "legge anti-velo" e approvata a larghissima maggioranza dal parlamento francese, precisa il divieto, nelle scuole primarie e secondarie, di indossare simboli o indumenti che ostentino l'appartenenza religiosa.
Nessuna confessione religiosa riceve finanziamenti pubblici, ma in alcune zone, come l'Alsazia-Lorena, vige ancora il Concordato napoleonico del 1801 che poneva a carico dello Stato il sostentamento del clero cattolico. Nelle scuole statali non è previsto alcun insegnamento religioso. In compenso le scuole private sono finanziate dallo Stato, secondo due tipi diversi di contratti: uno che prevede il pagamento da parte dello Stato delle sole spese di gestione, esclusi gli stipendi degli insegnanti, e l'altro che prevede la copertura da parte dello Stato di tutte le spese. È solo in quest'ultimo caso che le scuole private sono sottoposte a specifiche forme di controllo. La maggior parte delle scuole private francesi opta per la prima soluzione, il finanziamento parziale, per garantirsi dalle interferenze dello Stato.
Gli edifici di culto cattolici sono di proprietà dello stato, che ne cura la manutenzione: il Code général des impôts prevede l'esonero della tassa fondiaria per i luoghi di culto, a beneficio delle associazioni culturali.
L'unico matrimonio ammesso è quello civile, mentre quello religioso è privo di qualunque efficacia legale e deve essere obbligatoriamente successivo a quello civile, il sacerdote che celebra il rito precedentemente è punibile.
Dal 1999 è stato istituito il PACS (Patto Civile di Solidarietà) con il quale si riconoscono e regolano le coppie di fatto, sia eterosessuali che omosessuali.

### Grecia
La Costituzione statuisce la «predominanza» della Chiesa ortodossa e stabilisce che il presidente della Repubblica debba giurare in nome della Santissima Trinità.
Non è possibile aprire edifici di culto alle religioni diverse da quella ortodossa senza il preventivo consenso di quest'ultima, né fare proselitismo.
L'insegnamento religioso nelle scuole è di competenza della gerarchia ortodossa ed è limitato alle scuole elementari.
Il clero ortodosso è stipendiato dallo Stato.
Lo Stato gestisce gli edifici di culto, trattenendo il 35% degli introiti delle parrocchie.
La decisione del governo di far scomparire l'indicazione della fede sulle carte d'identità ha provocato la reazione della Chiesa nazionale.

### Germania
Le Chiese possono imporre ai propri fedeli un tributo (anche del 9% dell'imposta), alla cui riscossione provvede lo Stato.
L'unico matrimonio ammesso è quello civile, mentre quello religioso è privo di qualunque efficacia legale.
I rapporti con la Chiesa cattolica sono disciplinati da un Concordato.
Dal 2002 una sentenza della Corte costituzionale federale di Karlsruhe ha sancito la costituzionalità della Legge sull'Unione per la Vita, che regolamenta anche le unioni gay che, a seguito della registrazione davanti ad un ufficiale civile, hanno gli stessi diritti e doveri delle coppie eterosessuali.
I diritti dei gruppi atei e delle associazioni che perseguono il fine di coltivare in comune un'ideologia filosofica sono riconosciuti direttamente dalla Costituzione tedesca (art. 137), che li equipara alle associazioni religiose.

### Irlanda
La Costituzione è emanata nel nome della Santissima Trinità. Il giuramento che deve prestare il presidente impedisce a un ateo o a un agnostico di accedere alla carica.
Lo Stato non finanzia la Chiesa cattolica, tuttavia garantisce l'esenzione delle imposte sugli immobili.
L'insegnamento religioso è garantito durante l'orario delle lezioni scolastiche.

### Islanda
La Costituzione sancisce il diritto alla libertà di culto. Contestualmente, identifica la Chiesa evangelica luterana come religione di Stato (þjóðkirkja, Chiesa nazionale) e pone una forte enfasi su un percorso di formazione educativa basato sullo studio della Cristianità, fin dal primo anno di iscrizione alla scuola dell'obbligo. Sono previsti accenni anche alle altre religioni.

All'atto della nascita, i bambini sono registrati presso la pubblica autorità come appartenenti alla confessione dei loro genitori, oppure, qualora essi non siano sposati, con la stessa affiliazione confessionale del genitore che li ha in custodia. Nei casi di matrimonio misto fra coniugi di differente religiosità, la registrazione avviene soltanto quando entrambi i genitori pervengono ad un accordo consensuale.
Il governo riscuote una specifica imposta che viene ripartita fra le diverse confessioni in ragione del rispettivo numero di membri. Il contributo di coloro che non risultano iscritti ad alcuna denominazione religiosa viene destinato all'Università d'Islanda.

### Italia
In Italia i rapporti tra la Chiesa cattolica e la Repubblica Italiana sono disciplinati dai Patti lateranensi, e dalle successive modifiche introdotte con l'Accordo di villa Madama del 1984 che ha portato al cosiddetto Nuovo Concordato. Con esso la Chiesa cattolica rinuncia definitivamente allo status di religione di Stato e accede a un nuovo sistema di finanziamento statale, fondato sulla ripartizione del cosiddetto "otto per mille" dell'Irpef, finalizzato - almeno nelle intenzioni iniziali - a garantire il sostentamento del clero cattolico.
L'articolo 8, comma 1, della Costituzione afferma che tutte le confessioni religiose sono ugualmente libere davanti alla legge.
Nell'articolo 7, parte dei primi dodici articoli della Costituzione, ritenuti principii fondanti e immutabili, è stabilito che Stato e Chiesa cattolica sono indipendenti e sovrani, laddove in forza dell'articolo 8 tutte le altre confessioni religiose sono obbligate a rendere i loro statuti interni compatibili con l'ordinamento giuridico italiano. Ciò deriva dal fatto che la Chiesa cattolica è dotata di personalità giuridica di diritto internazionale, diversamente dalle altre confessioni religiose.

#### Finanziamenti
La legge 222/85 stabilisce che a partire dal 1º gennaio 1990 l'otto per mille del gettito IRPEF viene ripartito tra lo Stato, le politiche sociali o una tra sette opzioni, poi allargate a dodici, e tra esse vi è anche la Chiesa cattolica. Secondo i dati pubblicizzati dalla Conferenza Episcopale Italiana (CEI) e aggiornati alla dichiarazione dei redditi del 2000, lo Stato Italiano ha trasferito 643 milioni di euro. Un dato più aggiornato riguardante la dichiarazione dei redditi del 2005 parla di 981 milioni di euro.
Inoltre la Chiesa cattolica partecipa ad altri finanziamenti o vantaggi fiscali di varia natura:
- Deducibilità fiscale delle offerte da parte dei cittadini, fino al 10% del reddito, e comunque non oltre i 70.000 euro, come per tutte le Onlus e le Associazioni di Promozione Sociale.
- Esenzione fiscale totale per le parrocchie e gli enti ecclesiastici.
- Finanziamenti alle scuole paritarie private,[10] al cui gruppo appartengono quelle gestite da enti cattolici.[11]
- Oneri di urbanizzazione destinata agli edifici di culto (le spese sono condivise tra Stato e Chiesa);
- Contributi agli oratori (solo in alcune Regioni).

Il fondo speciale per il pagamento delle pensioni al clero è alimentato con i contributi versati dai singoli presbiteri o dalla Chiesa per essi.

### Lussemburgo
I ministri dei tre culti riconosciuti sono stipendiati dallo Stato.
Nelle scuole pubbliche possono essere insegnate, in alternativa, lezioni di etica oppure di religione cattolica.
Il matrimonio religioso è privo di qualunque efficacia legale e deve essere obbligatoriamente celebrato dopo quello civile.

### Malta
Il Cattolicesimo, a norma della Costituzione, è la religione di Stato, ma viene comunque lasciata libertà di culto; sempre a norma della Costituzione, le autorità della Chiesa cattolica hanno il "compito e il diritto di insegnare quali princìpi sono giusti e quali sbagliati", e l'insegnamento della religione cattolica a scuola è obbligatorio. L'eutanasia e l'aborto sono tuttora proibiti (sebbene ve ne siano stati alcuni casi). Il divorzio, a seguito del referendum consultivo del 29 maggio 2011 (in cui il 54% dei maltesi si è espresso a favore dell'istituto), è stato introdotto nell'ordinamento con effetto dal 1º ottobre 2011.

### Paesi Bassi
La Costituzione equipara le convinzioni religiose e quelle non religiose.
Lo Stato non finanzia alcuna chiesa: vantaggi fiscali sono previsti solo per associazioni religiose, la sola forma di finanziamento è lo stipendio, totale o parziale dei cappellani.
Tutti i cittadini hanno la possibilità di obiettare al riposo domenicale.
Il matrimonio religioso è privo di qualunque efficacia legale e deve essere obbligatoriamente celebrato dopo quello civile, ammesso anche alle coppie gay.

### Portogallo
I rapporti con la Chiesa cattolica sono disciplinati dal Concordato del 2004, non menzionato all'interno della Costituzione.
Nessuna chiesa è finanziata dallo Stato, che garantisce però l'esenzione delle imposte sugli immobili.
In Portogallo dal 1940 fino al 1975 vigevano speciali norme Concordatarie tra lo Stato e la Santa Sede, particolarmente pluraliste e democratiche in materia di matrimonio, inesistenti in qualunque altro Concordato tra la Santa Sede e altri stati europei. Lo Stato portoghese consentiva il divorzio solo nel matrimonio civile, non ammettendolo nel matrimonio cattolico riconosciuto civilmente, in ossequio e rispetto alla sua mancata previsione nell'ordinamento canonico della Chiesa. I cittadini portoghesi potevano così scegliere liberamente quale tipo di matrimonio adottare.
Nel 1975 però il Portogallo ha esercitato pressioni sulla Santa Sede riuscendo ad ammettere il divorzio anche nel matrimonio cattolico riconosciuto civilmente, adeguandosi così al sistema già vigente nei rapporti tra la Santa Sede ed altri stati quali l'Italia e la Spagna.

### Regno Unito
La Chiesa anglicana è quella ufficiale, il sovrano (anglicano) ne è il supremo governatore e deve anche essere formalmente membro della chiesa presbiteriana scozzese. Nella camera alta del parlamento siedono di diritto col titolo di "pari" 26 vescovi delle diocesi anglicane più importanti, chiamati "lord spirituali".
Nelle scuole vi è un insegnamento religioso facoltativo anglicano.
Nessuna chiesa è finanziata dallo Stato, che garantisce però l'esenzione delle imposte sugli immobili.
La bestemmia nei confronti della religione cristiana era punita sino al 2008.
I cittadini possono astenersi dal lavoro nel giorno statuito dalla propria religione, se ciò non provoca conflitti e/o obblighi da parte degli altri colleghi.
Ai fedeli sikh sono concesse deroghe per utilizzare il turbante in luogo del casco e degli elmetti protettivi.

### Spagna
I rapporti con la Chiesa cattolica sono disciplinati da un Concordato.
È possibile devolvere alle chiese una parte delle entrate fiscali (5,2 per mille), mentre gli immobili e gli oggetti di culto sono esenti da imposte.
Il matrimonio può essere dichiarato nullo anche dalla Chiesa cattolica con effetti civili. Dal 2005 il matrimonio omosessuale è consentito per legge.
L'insegnamento della religione, esercitato da professori selezionati dalla struttura ecclesiastica, è facoltativo.
Il Governo Zapatero ha preannunciato numerosi interventi di laicizzazione delle istituzioni statali.

### Svezia
Dal 2000, dopo quasi cinque secoli in cui la Chiesa luterana è stata un organo del governo, si è passati a un regime di separazione: i vescovi non sono più scelti dal governo e la chiesa non riceve più fondi dal gettito fiscale dello Stato. Il sovrano deve professare la religione nazionale.